# Oenothera biennis
Oenothera biennis là một loài thực vật có hoa trong họ Anh thảo chiều. Loài này được L. mô tả khoa học đầu tiên năm 1753.
Đây là loài bản địa Đông và Trung Bắc Mỹ, từ Newfoundland tây Alberta, phía đông nam đến Florida và phía tây nam Texas, và thuần hóa rộng rãi ở những nơi khác trong khu vực ôn đới và cận nhiệt đới. Dầu hoa anh thảo được sản xuất từ cây này.
Oenothera biennis có tuổi thọ hai năm, cây cao 30–150 cm. Các lá hình mũi mác, dài 5–20 cm và rộng 1-2,5 cm, được tạo ra hình nhị chặt trong năm đầu tiên, và xoắn vào một gốc năm thứ hai.
Mùa nở hoa kéo dài từ cuối mùa xuân đến cuối mùa hè. Những bông hoa đang lưỡng tính, nở ra trên một cành cao và chỉ kéo dài cho đến khi buổi trưa sau. Chúng mở rõ ràng nhanh mỗi tối tạo ra một cảnh tượng thú vị.
Những bông hoa có màu vàng, 2,5–5 cm (0,98-1,97 in) đường kính, với bốn cánh hoa hai thùy. Các cấu trúc hoa có thể nhìn thấy bằng mật hoa tươi sáng hướng dẫn mô hình bằng mắt thường. Mô hình này là rõ ràng dưới ánh sáng cực tím và có thể nhìn thấy nó thụ phấn, sâu bướm, bướm và ong.
Quả hình con nhộng dài 2–4 cm và rộng 4–6 mm, có chứa rất nhiều hạt dài 1-2, bắn ra khi các viên nang tách ra thành bốn phần lúc trưởng thành.
Hạt của cây là thức ăn quan trọng cho các loài chim.

## Hình ảnh

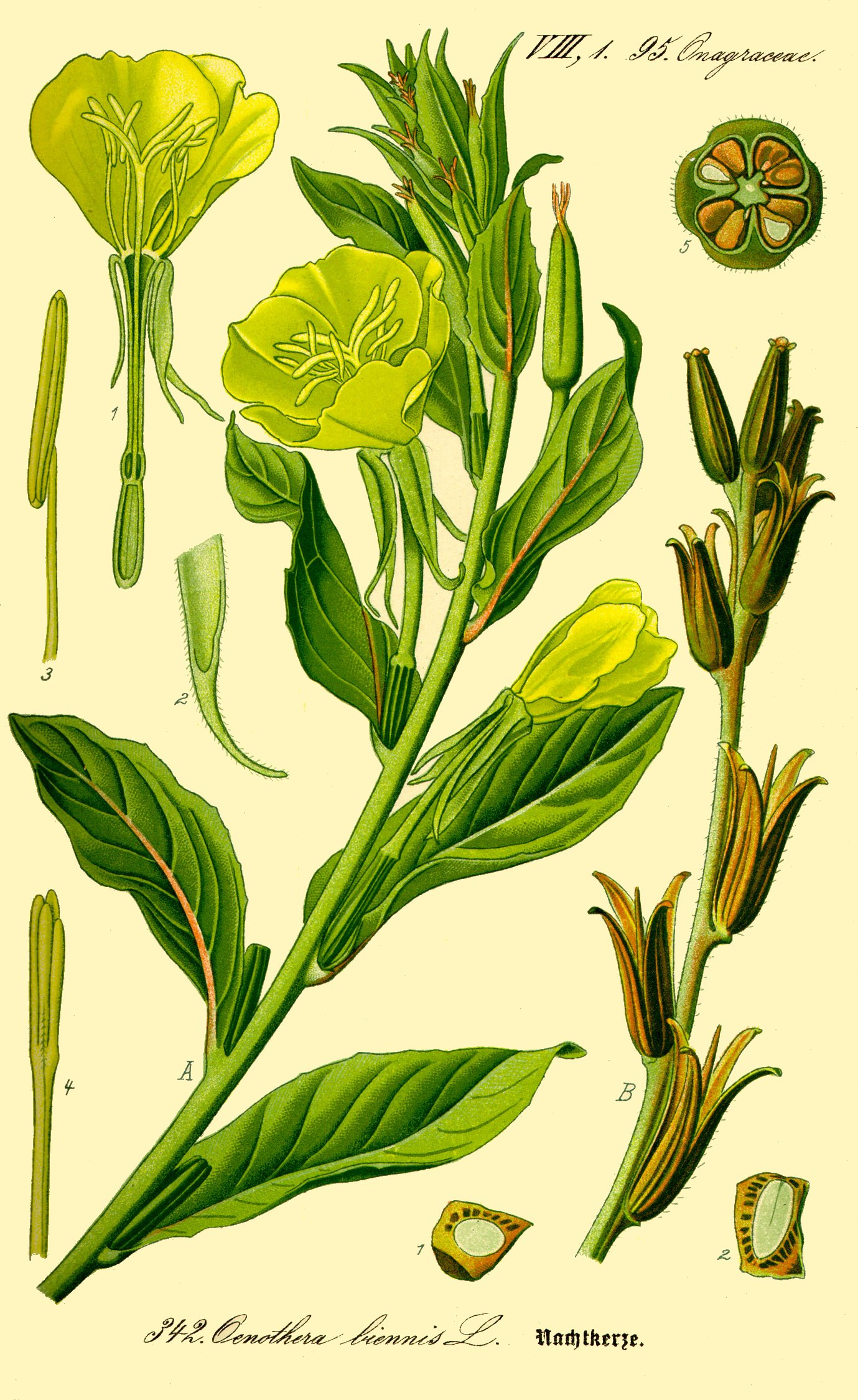
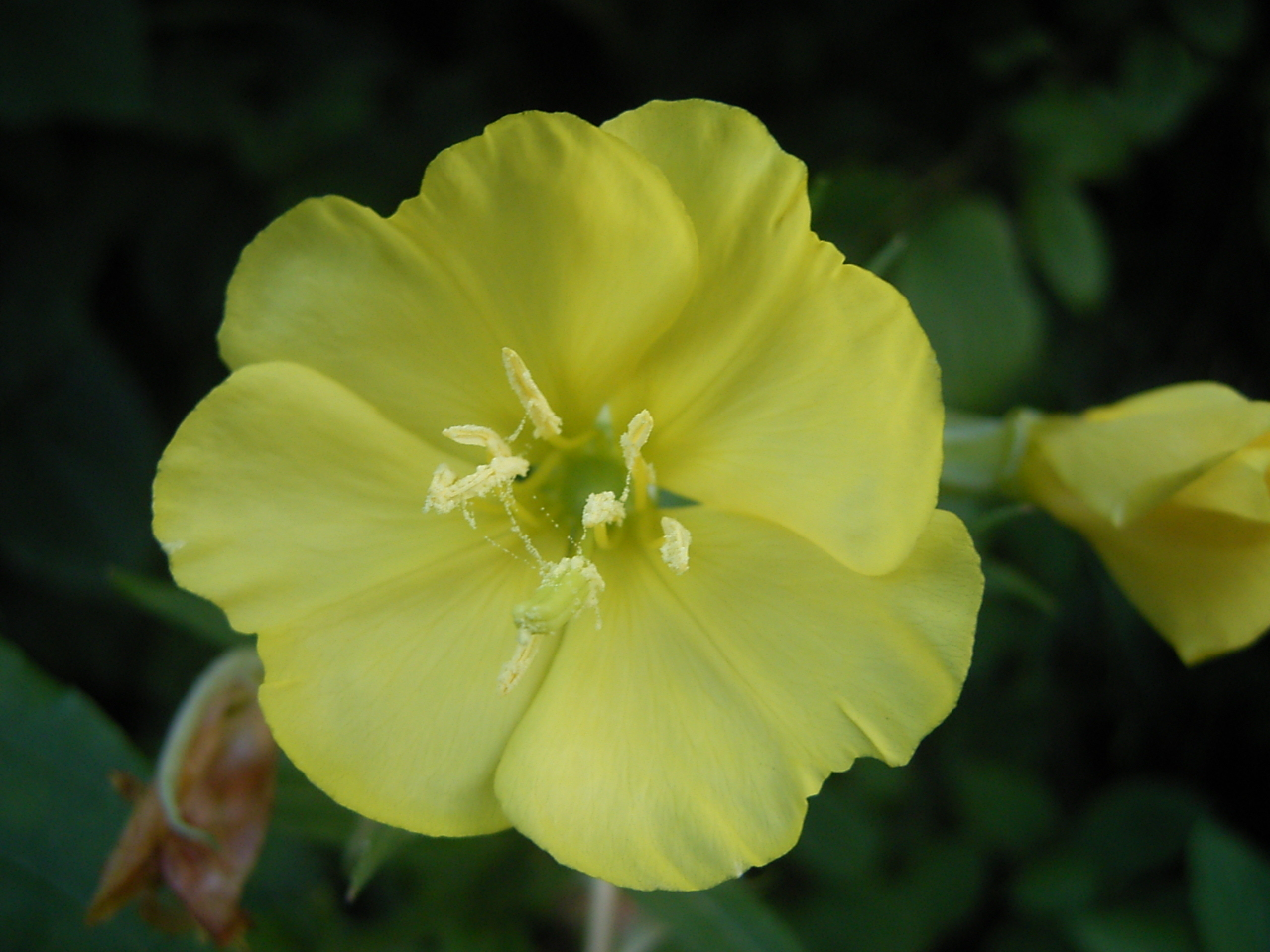
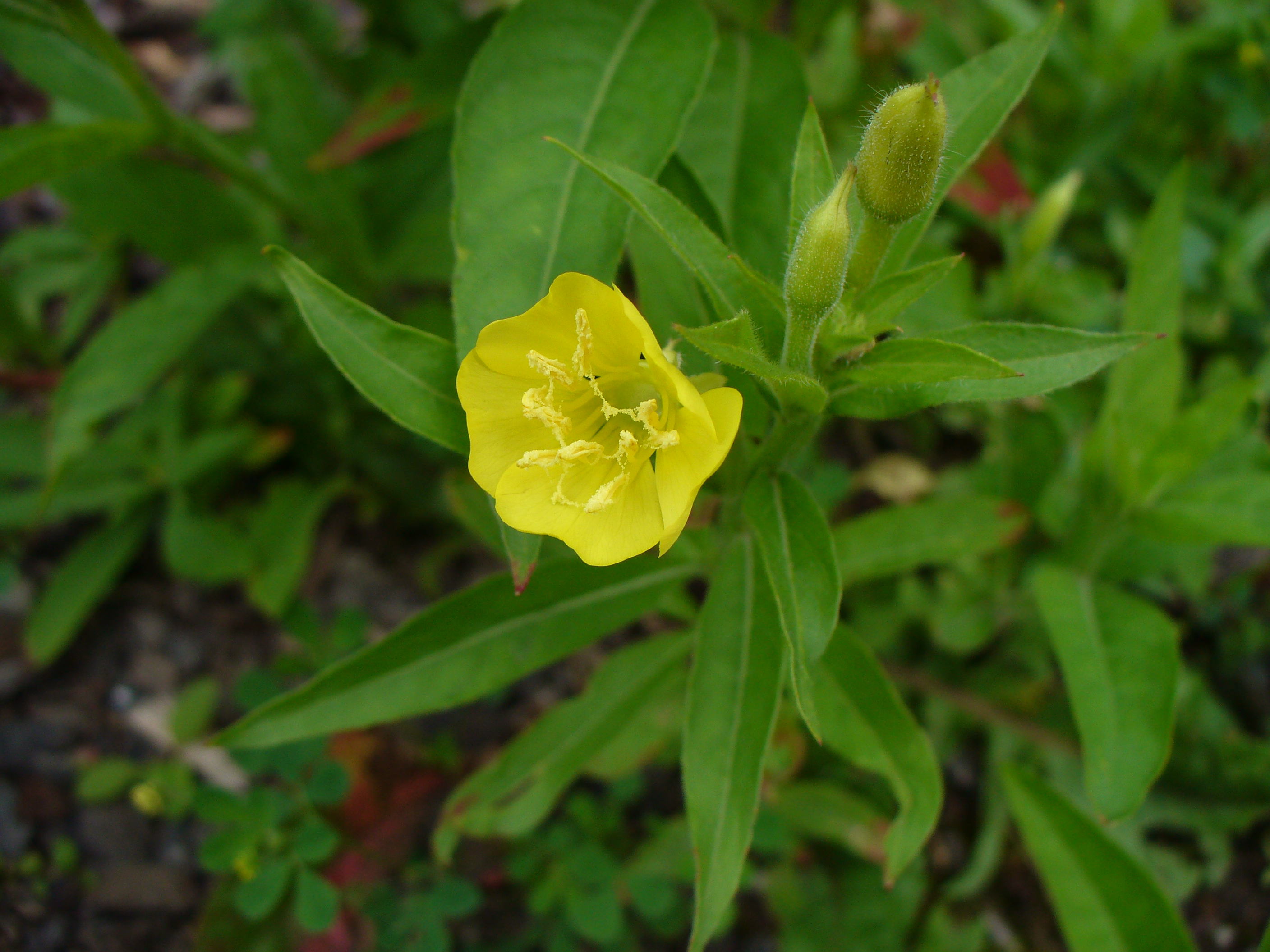
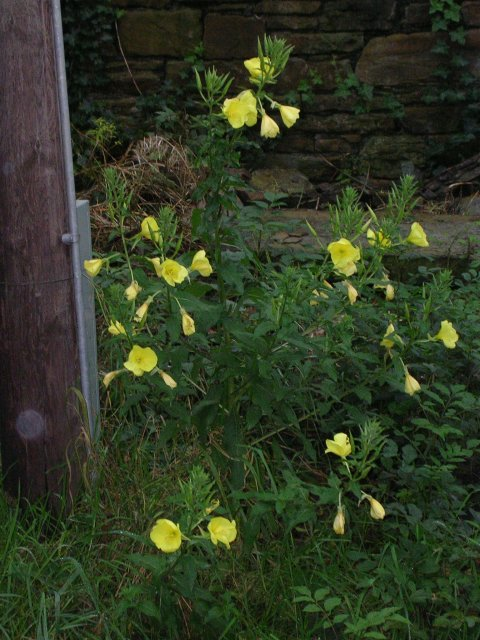